# Cyrtopholis major
Espèce
Synonymes
- Cyclosternum majus Franganillo, 1926
- Cyrtopholis debilis bispinosa Franganillo, 1931

Cyrtopholis major est une espèce d'araignées mygalomorphes de la famille des Theraphosidae.

## Distribution
Cette espèce est endémique de Cuba.

## Publication originale
- Franganillo, 1926 : Arácnidos nuevos o poco conocidos de la Isla de Cuba. Boletín de la Sociedad entomológica de España, vol. 9, p. 42-68.